# Michael Spies
Michael Spies (Stoccarda, 9 luglio 1965) è un ex calciatore tedesco, di ruolo centrocampista.